# Despina Papamichail

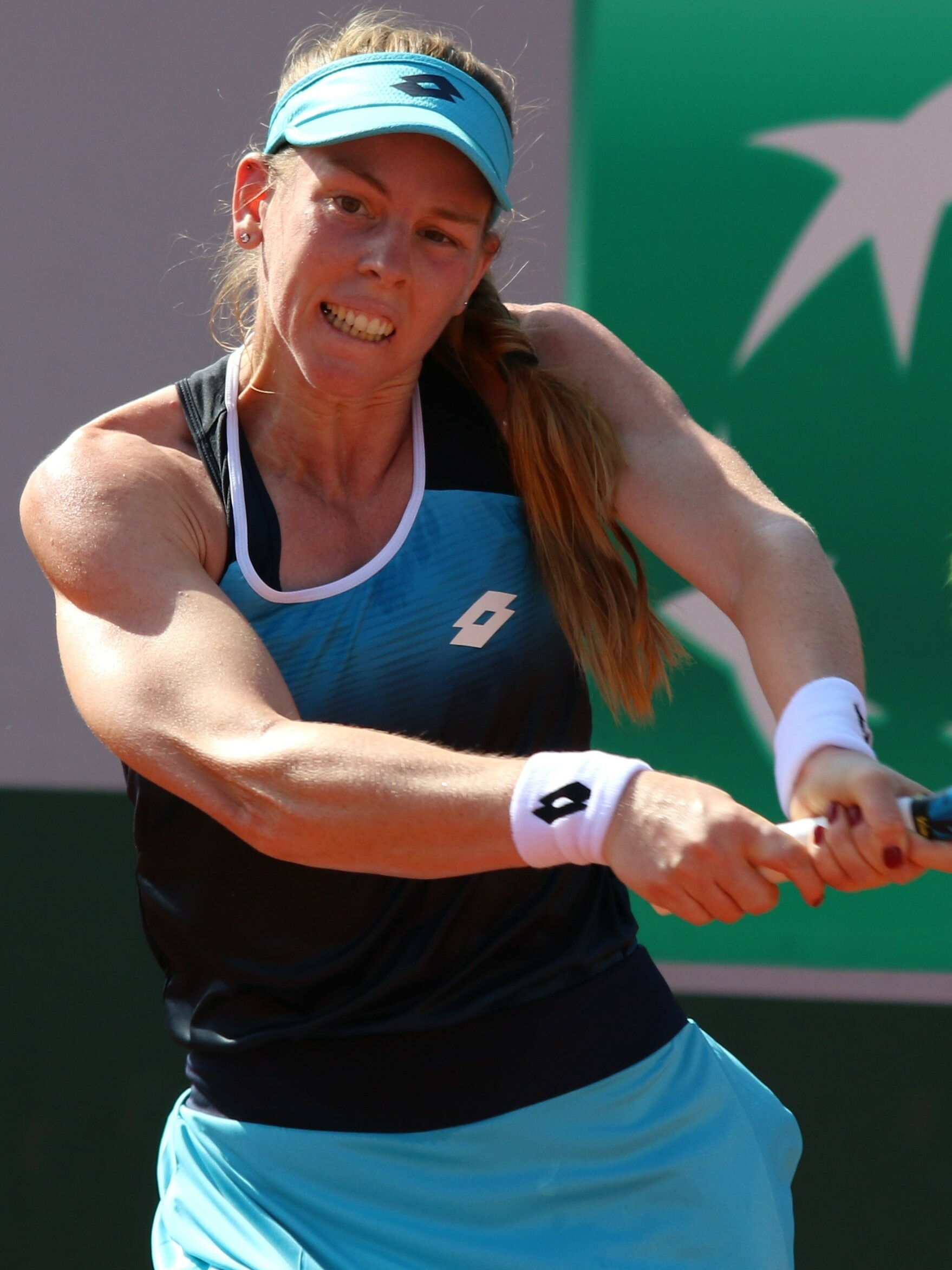
Roland Garros 2022 (kwalificatie)

Despina Papamichail (Preveza, 9 februari 1993) is een tennisspeelster uit Griekenland. Papamichail begon met tennis toen zij negen jaar oud was. Haar favoriete ondergrond is hardcourt. Zij speelt rechtshandig en heeft een tweehandige backhand. Zij is actief in het internationale tennis sinds 2008.

## Loopbaan

### Enkelspel
Papamichail debuteerde in 2008 op het ITF-toernooi van Porto Rafti (Griekenland). Zij stond in 2010 voor het eerst in een finale, op het ITF-toernooi van Rabat (Marokko) – zij verloor van de Russin Anastasija Muchametova. Later dat jaar veroverde Papamichail haar eerste titel, op het ITF-toernooi van Mytilini (Griekenland), door de Duitse Anna Zaja te verslaan. Tot op heden(december 2023) won zij vijftien ITF-titels, de meest recente in 2021 in Charleston (VS).
In 2021 kwalificeerde Papamichail zich voor het eerst voor een WTA-hoofdtoernooi, op het toernooi van Abu Dhabi. Haar beste resultaat op de WTA-toernooien is het bereiken van de kwartfinale, op het toernooi van Buenos Aires 2021.
Haar hoogste notering op de WTA-ranglijst is de 143e plaats, die zij bereikte in oktober 2022.

### Dubbelspel
Papamichail debuteerde in 2008 op het ITF-toernooi van La Marsa (Tunesië), samen met de Oekraïense Polina Konop. Zij stond in 2011 voor het eerst in een finale, op het ITF-toernooi van Vic (Spanje), samen met de Venezolaanse Andrea Gámiz – zij verloren van het Tsjechische duo Simona Dobrá en Tereza Hladíková. In 2012 veroverde Papamichail haar eerste titel, op het ITF-toernooi van Bron (Frankrijk), samen met de Letse Diāna Marcinkēviča, door het duo Justine Ozga en Isabella Shinikova te verslaan. Tot op heden(december 2023) won zij 36 ITF-titels, de meest recente in 2023 in Mexico-Stad (Mexico).
In 2015 speelde Papamichail voor het eerst op een WTA-hoofdtoernooi, op het toernooi van Bad Gastein, samen met de Sloveense Nastja Kolar. Zij stond in 2021 voor het eerst in een WTA-finale, op het toernooi van Buenos Aires, samen met de Argentijnse María Lourdes Carlé – zij verloren van het koppel Irina Maria Bara en Ekaterine Gorgodze.
In augustus 2023 veroverde Papamichail haar eerste WTA-titel, op het toernooi van Barranquilla, samen met landgenote Valentini Grammatikopoulou, door het Colombiaanse koppel Yuliana Lizarazo en María Paulina Pérez García te verslaan. In december volgde de tweede, in Buenos Aires, nu geflankeerd door de Argentijnse María Lourdes Carlé. Daarmee trad zij toe tot de top 100 van de wereldranglijst.
Haar hoogste notering op de WTA-ranglijst is de 93e plaats, die zij bereikte in december 2023.

### Tennis in teamverband
In de periode 2010–2023 maakte Papamichail deel uit van het Griekse Fed Cup-team – zij vergaarde daar een winst/verlies-balans van 25–28.

## Posities op deWTA-ranglijst
Positie per einde seizoen:
| jaar | rang enkelspel | rang dubbelspel |
| ---- | -------------- | --------------- |
| 2008 | 1017           | 1008            |
| 2009 | 976            | 899             |
| 2010 | 527            | 762             |
| 2011 | 368            | 649             |
| 2012 | 753            | 522             |
| 2013 | 392            | 461             |
| 2014 | 347            | 250             |
| 2015 | 490            | 188             |
| 2016 | 552            | 393             |
| 2017 | 375            | 527             |
| 2018 | 477            | 270             |
| 2019 | 260            | 273             |
| 2020 | 276            | 272             |
| 2021 | 184            | 247             |
| 2022 | 156            | 202             |
| 2023 | 224            | 108             |

## Palmares
| Legenda                 |
| ----------------------- |
| Grandslamtoernooi       |
| Olympische Spelen       |
| Year-End Championships  |
| Premier Mandatory       |
| Premier Five / WTA 1000 |
| Premier / WTA 500       |
| International / WTA 250 |
| Challenger / WTA 125    |

### WTA-finaleplaatsen enkelspel
geen

### WTA-finaleplaatsen vrouwendubbelspel
| nr.              | finale     | toernooi         | ondergrond | partner                    | tegenstandsters                      | score            |         |
| ---------------- | ---------- | ---------------- | ---------- | -------------------------- | ------------------------------------ | ---------------- | ------- |
| gewonnen finales |            |                  |            |                            |                                      |                  |         |
| 1.               | 2023-08-19 | WTA Barranquilla | hardcourt  | Valentini Grammatikopoulou | Yuliana Lizarazo María Paulina Pérez | 7-6, 7-5         | details |
| 2.               | 2023-12-03 | WTA Buenos Aires | gravel     | María Lourdes Carlé        | María Paulina Pérez Sofia Sewing     | 6-3, 4-6, [11-9] | details |
| verloren finales |            |                  |            |                            |                                      |                  |         |
| 1.               | 2021-11-07 | WTA Buenos Aires | gravel     | María Lourdes Carlé        | Irina Maria Bara Ekaterine Gorgodze  | 7-5, 5-7, [4-10] | details |

### Gewonnen ITF-toernooien enkelspel
| nr. | finale     | toernooi        | dotatie | ondergrond | tegenstandster in finale | score         |
| --- | ---------- | --------------- | ------- | ---------- | ------------------------ | ------------- |
| 01. | 2010-09-19 | Mytilini        | $10.000 | hardcourt  | Anna Zaja                | 3-6, 6-3, 7-5 |
| 02. | 2011-05-01 | Vic             | $10.000 | gravel     | Victoria Larrière        | 7-6, 6-1      |
| 03. | 2011-05-15 | Iraklion        | $10.000 | hardcourt  | Nicole Rottmann          | 6-1, 3-6, 6-2 |
| 04. | 2014-06-22 | Sharm-el-Sheikh | $10.000 | hardcourt  | Anna Morgina             | 6-1, 6-3      |
| 05. | 2017-05-06 | Akko            | $15.000 | hardcourt  | Sadafmoch Tolibova       | 6-1, 6-2      |
| 06. | 2017-07-01 | Tel Aviv        | $15.000 | hardcourt  | Estelle Cascino          | 7-6, 6-3      |
| 07. | 2017-07-09 | Prokuplje       | $15.000 | gravel     | Maryna Tsjernysjova      | 3-6, 7-6, 6-3 |
| 08. | 2017-09-03 | Antalya         | $15.000 | gravel     | Bárbara Gatica           | 6-3, 6-3      |
| 09. | 2017-09-10 | Antalya         | $15.000 | gravel     | Carolina Alves           | 6-1, 6-4      |
| 10. | 2017-09-17 | Antalya         | $15.000 | gravel     | Raluca Șerban            | 3-6, 6-2, 7-6 |
| 11. | 2018-05-19 | San Severo      | $15.000 | gravel     | Simona Waltert           | 6-1, 6-2      |
| 12. | 2019-04-21 | Caïro           | $15.000 | gravel     | Nastja Kolar             | 6-3, 4-6, 6-4 |
| 13. | 2019-07-14 | Getxo           | $25.000 | gravel (i) | Sandra Samir             | 6-2, 6-4      |
| 14. | 2019-07-21 | Aschaffenburg   | $25.000 | gravel     | Jule Niemeier            | 6-2, 5-7, 6-2 |
| 15. | 2021-06-27 | Charleston      | $60.000 | gravel     | Gabriela Cé              | 1-6, 6-3, 6-3 |